# Hemijana ruberrima
Hemijana ruberrima är en fjärilsart som beskrevs av Rothschild 1917. Hemijana ruberrima ingår i släktet Hemijana och familjen Eupterotidae. Inga underarter finns listade i Catalogue of Life.